# Pamięcin (Grande-Pologne)
Pour les articles homonymes, voir Pamięcin.
Pamięcin est une localité polonaise de la gmina de Blizanów, située dans le powiat de Kalisz en voïvodie de Grande-Pologne.